# 도촌초등학교 (강원)
도촌초등학교는 대한민국 강원특별자치도 양구군에 있는 공립 초등학교이다.

## 학교 연혁
- 1955.05.10 도촌초등학교 개교
- 1957.03.18 제1회 졸업식
- 2007.12.06 교육인적자원부 지정 방과후학교 시범학교 운영 발표
- 2010.02.10 농산어촌 연중 돌봄학교 전국 우수학교 선정 표창
- 2011.10.05 특별실 4실 증축 개관
- 2013.03.01 제19대 교장 류옥현 취임
- 2014.02.11 제58회 졸업식(총 1,386명 졸업)

## 참고 자료
- 도촌초등학교 - 한국교육학술정보원 학교알리미